# Votre dévoué Blake
Pour plus de détails, voir Fiche technique et Distribution.
Votre dévoué Blake est un film français réalisé par Jean Laviron, sorti en 1954.

## Fiche technique
Source : Ciné Ressources (Cinémathèque française – BiFi), sauf mention contraire
- Réalisation : Jean Laviron, assisté d'Édouard Molinaro et de Jean Dewever
- Scénario : Jérôme Epstein et Jacques Vilfrid
- Dialogues : Jacques Vilfrid
- Décors : Robert Clavel
- Directeur de la photographie : Jacques Lemare
- Son : Louis Hochet
- Montage : Andrée Feix
- Musique : Jeff Davis
- Sociétés de production : Chaillot Films, Cocinor - Comptoir Cinématographique du Nord, Cocinex
- Pays d’origine :  France
- Format :  Noir et blanc - 1,37:1 - 35 mm - Son mono
- Genre : Policier
- Durée : 87 minutes[1]
- Date de sortie : 1er décembre 1954[2]

## Distribution
- Eddie Constantine : Larry Blake
- Danielle Godet : Michèle Marley
- Simone Paris : Elyane de Broussac
- Gil Delamare : Georges
- Colette Deréal : Stella
- Dora Doll : Isabelle
- Jacques Dynam : Gaston
- Robert Dalban : l’inspecteur Tessier
- Henri Cogan
- Jacques Ary : l’inspecteur Brevan
- Marcel Charvey : Laurent
- Maurice Chevit : un complice
- Robert Hirsch : Saganoff
- Roger Vincent : le portier

## Box office
Ce film a réalisé 4 204 437 entrées.